# Aéroport Mattala Rajapaksa de Hambantota
L'aéroport international Mattala Rajapaksa (code IATA : HRI • code OACI : VCRI) est un aéroport international desservant le sud-est de Sri Lanka. Il est situé dans la ville de Mattala, à 18 km de Hambantota. C'est le deuxième aéroport international du pays, après l'aéroport international Bandaranaike à Colombo. L'aéroport est dénommé d'après la famille Rajapaksa.
L'aéroport a été inauguré en mars 2013 par le président Mahinda Rajapakse, qui a ordonné la construction de l'aéroport. D'abord, plusieurs compagnies aériennes volèrent vers l'aéroport, y compris Sri Lankan Airlines qui a créé une plate-forme de correspondance aéroportuaire. Toutefois, en raison de la faible demande, la plupart de ces compagnies aériennes quittèrent Mattala. En juin 2017, seules deux compagnies aériennes desservent l'aéroport.

## Situation
| \| 100 km1:7 597 000 \| Colombo · Bandaranaike Colombo · Ratmalana Hambantota Ampara Anuradhapura Batticaloa Sigiriya Galle Jaffna Katukurunda Iranamadu Trincomalee Vavuniya |
| 100 km1:7 597 000 |

## Galerie

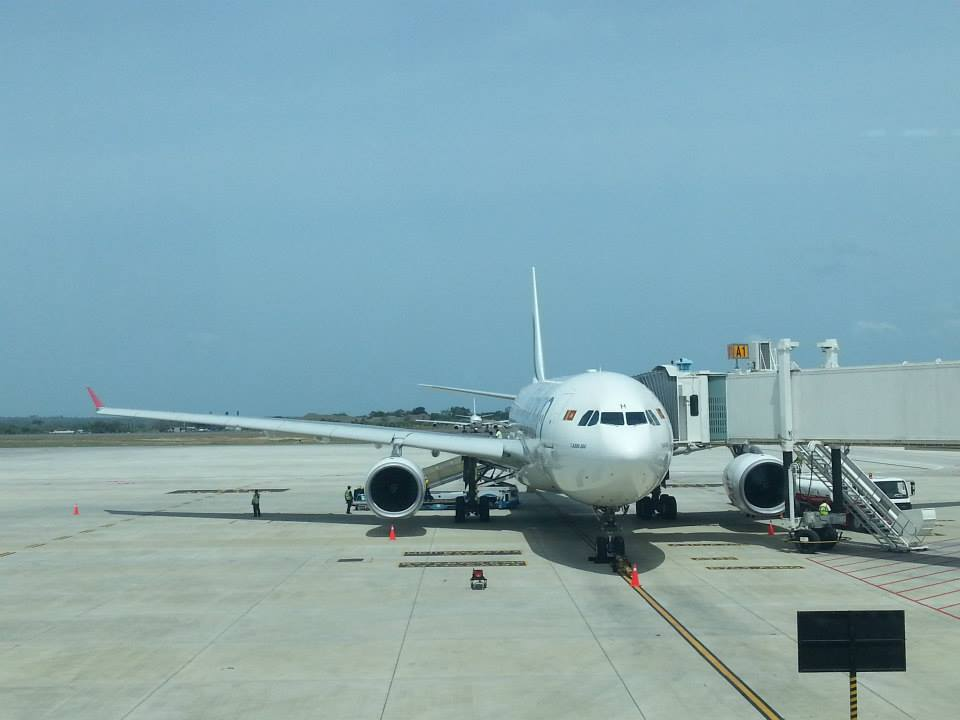
Sri Lankan Airlines - Airbus A330
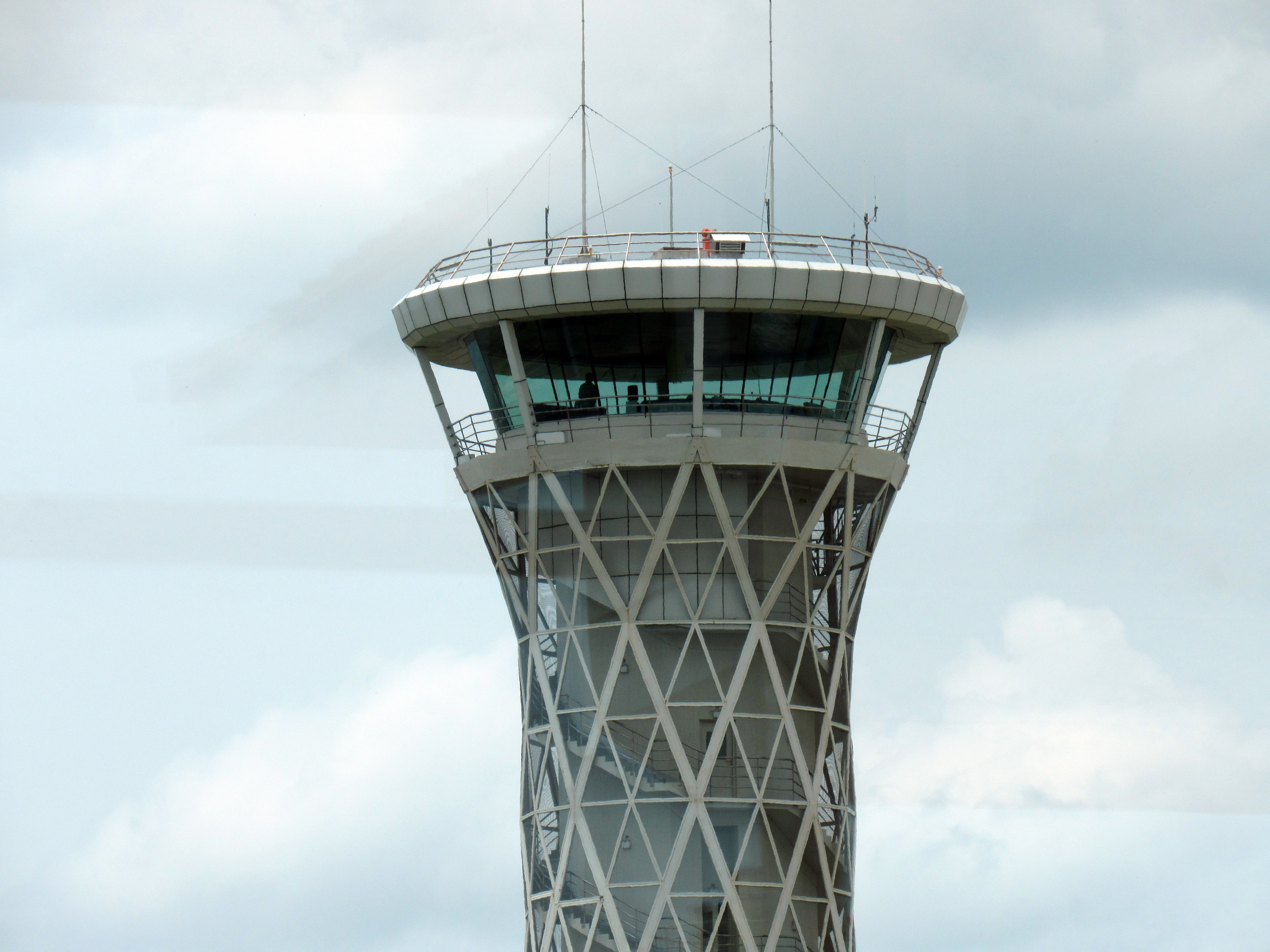
Contrôle de la circulation aérienne

## Compagnies aériennes et destinations

### Vols passagers
| Compagnies          | Destinations          |
| ------------------- | --------------------- |
| flydubai            | Dubaï                 |
| Sri Lankan Airlines | Trichy-Tiruchirapally |

Édité le 10/04/2018

## Statistiques
Pour des raisons techniques, il est temporairement impossible d'afficher le graphique qui aurait dû être présenté ici.

Voir la requête brute et les sources sur Wikidata.